# Llorenç Llagostera
Llorenç Llagostera (principis del segle xvi) va ser un catedràtic de medicina.
Va estudiar a les universitat de Lleida i València. El dia 1 de febrer de 1538 va obtenir el grau de doctor en medicina a l'Estudi General de Barcelona. Durant els anys 1536-1543 va constar entre els noms proposats per a la elecció dels oficis de canceller, rector i tresorer per insaculació. Va ser nomenat rector de l'Estudi General, càrrec que va exercir entre l'1 d'agost de 1555 i el 31 de juliol de 1556.
Va morir a finals del segle xvi.